# Provincia Olbia-Tempio
Olbia-Tempio era o provincie în regiunea Sardinia în Italia din 2001 până în  2016.